# Политональность
Политона́льность (от греч. πολυ- и тональность) в гармонии — одновременное звучание двух или более тональностей. Условие политональности — тональная автономность каждого слоя полиструктуры, когда отчётливо слышатся одновременно две реализации тонального тяготения сразу к двум (или более) тональным центрам.

## Краткая характеристика
Сочетание двух аккордов как частей единого целого дает не политональность, а полиаккорд (как, например, в знаменитом «аккорде Петрушки» И.Ф. Стравинского, где сочетаются аккорды C-dur и Fis-dur). Сочетание двух различных по составу ладовых звукорядов образует не политональность, а полимодальность (как, например, в «Еврейском танце» Г. Нейзидлера).
Для возникновения эффекта «разобщения» тональных центров наиболее действенно разъединение музыки в пространстве — на сцене и за сценой, на сцене и в зале, в разных концах зала, в разных концах сцены, звук неподвижный и звук движущийся, совмещение живого исполнения с магнитофонной записью и т.п.

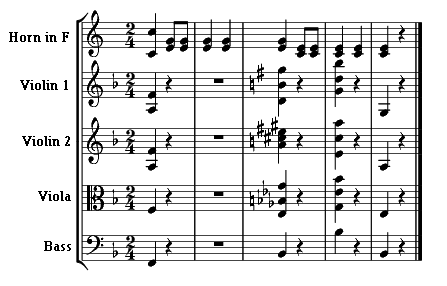
Моцарт. Музыкальная шутка. Окончание последней части (Presto). Только валторна заканчивает в родной тональности F, остальные — в разных других: бас в B, альт в Es, вторая скрипка в A, первая скрипка в G

Традиционно политональность используется для достижения комического эффекта. Так, в конце «Музыкальной шутки» (Musikalischer Spaß, KV 522) В.А. Моцарт, применяя политональность, вышучивает нескладную игру деревенских музыкантов. Аналогично, у А. Берга в «Воццеке» (Сцена в кабаке) часть музыкантов заканчивает тему лендлера в виде однотонального периода (g-moll – g-moll), а часть – модулирующего (g-moll – Es-dur). Музыканты «разошлись» и закончили в разных тональностях, отсюда и «политональность».
В XX веке систематически применял политональность Ч.Айвз, как, например, в хоровом сочинении «Псалом № 67» (для хора), в оркестровых «Вопрос, оставшийся без ответа», «Центральный парк ночью» и др.
Другие примеры политональности: 
- сцена Арапа и Балерины из 3-й картины «Петрушки» И.Ф. Стравинского (ц. 72-74), где объединяются темы двух действующих лиц, соответственно два контрастных характера: каждая тема звучит в своей тональности (H-dur Балерины и gis-moll Арапа), в своем метре (трёхдольном и двухдольном) и в своём регистре (Балерина в высоком, Арап в низком);
- 5-я часть («Похороны Киже») из сюиты «Поручик Киже» С.С. Прокофьева: на песенную тему в g-moll, которая звучит у струнных, накладывается танцевальная тема в F-dur, звучащая у духовых;
- Б. Барток. Микрокосмос, № 105 «Spiellied mit zwei fünfstufigen Leitern»;
- фортепианная сюита «Тоска по Бразилии» (Saudades do Brazil), op. 67 Д. Мийо.

В западном музыкознании для обозначения одновременного звучания двух тональностей используется особый термин — «битональность» (англ. bitonality).